# 帕约勒
帕约勒（法語：Pailloles，法語發音：[pajɔl]）是法国洛特-加龙省的一个市镇，属于洛特河畔新城区。

## 地理
帕约勒（44°28'14"N, 0°38'35"E）面积9.16 平方千米，位于法国新阿基坦大区洛特-加龍省，该省份为法国西南部内陆省份，北起多爾多涅省，西接吉倫特省和朗德省，南至热尔省，东临塔恩-加龙省和洛特省。
与帕约勒接壤的市镇（或旧市镇、城区）包括：博加、卡斯讷伊、卡斯泰尔诺-德格拉特康布、莱达、圣帕斯图尔。

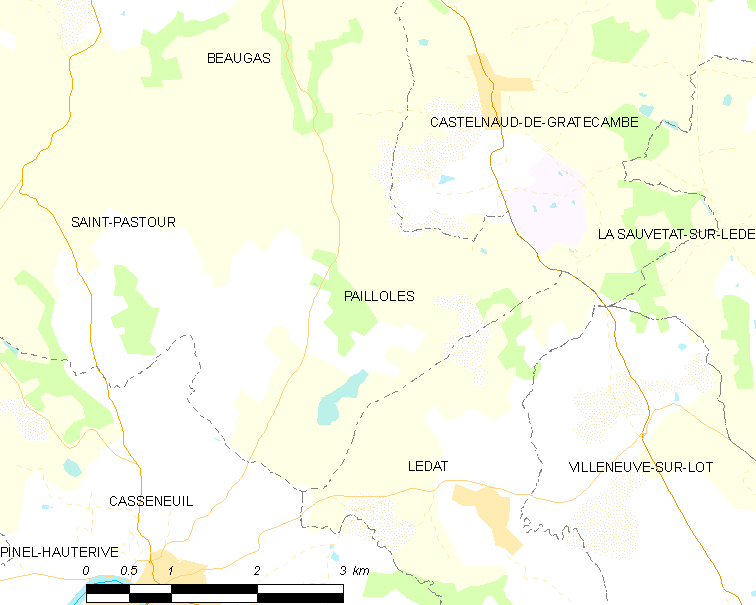
帕约勒的OSM定位图

帕约勒的时区为UTC+01:00、UTC+02:00（夏令时）。

## 行政
帕约勒的邮政编码为47440，INSEE市镇编码为47198。

## 政治
帕约勒所属的省级选区为上阿日奈-佩里戈尔县。

## 人口

1962-2008年间帕约勒人口变化图示

帕约勒于2022年1月1日时的人口数量为314人。